# Dragoljub Janković
Dragoljub Janković (serbisch-kyrillisch Драгољуб Јанковић; * 1945 in Belgrad) ist ein serbischer Politiker.

## Leben
Er studierte Rechtswissenschaft an der Universität Belgrad, danach war er als Richter tätig und wurde einem breiteren Publikum bekannt, da er regelmäßig in einer nächtlichen Radiosendung bei Radio Beograd juristische Fragen von Zuhörern beantwortete.
Er trat der 1994 gegründeten Partei Jugoslovenska levica bei, die von Mirjana Marković (der Ehefrau von Slobodan Milošević) geführt wurde und von 1996 bis 2000 im Rahmen einer Koalition an der serbischen Regierung beteiligt war. Dragoljub Janković war von 1998 bis 2000 serbischer Justizminister.
Im Oktober 2010 berichtete die Belgrader Tageszeitung „Danas“ über Ermittlungen der Staatsanwaltschaft zu einem Kriegsverbrechen, das Janković mutmaßlich initiiert haben soll. Angeblich sollen im Mai 1999 90 kosovo-albanische Häftlinge im westkosovarischen Gefängnis Dubrava in der Nähe von Istog (serbisch: Istok) von serbischen, wegen schwerer Verbrechen verurteilten Insassen mit Pistolen, Gewehren und Granatwerfern getötet worden sein. Die serbischen Insassen bekamen daraufhin zweiwöchigen Hafturlaub, den viele zur Flucht nutzten. Janković soll die entsprechenden Anweisungen dafür gegeben haben.